# 横井パッケージ
横井パッケージ株式会社（YOKOI PACKAGE CO.LTD）は、埼玉県に本社を置く、段ボール、パッケージを扱う製造・販売企業。

## 事業内容
段ボールや化粧箱、酒箱・ワイン箱・ボールペン箱ギフト箱などのパッケージ用の規格既製品販売。
サイズや形、色、素材、印字などオリジナルパッケージの作成も行う。